# Øyvind Westby
Øyvind Westby (Oslo, 3 januari 1947) is een hedendaags Noors componist, dirigent en trombonist.

## Levensloop
Westby studeerde in Oslo trombone bij Paul Kristiansen. Als trombonist is hij lid van verschillende orkesten in Noorwegen, zoals de Big Band van de Noorse omroep NRK (Norsk Rikskringkasting AS), het Oslo Philharmonic Orchestra, het orkest van de Noorse Nationale Opera en het orkest van de Noorse omroep NRK (Norsk Rikskringkasting AS).
Als dirigent heeft hij verschillende engagementen in Noorwegen en in het buitenland. 
Westby is als componist en arrangeur autodidact. Van de Noorse federatie van componisten van populaire en lichte muziek werd hij vier keer met de prijs "Work of the Year" onderscheiden. Zijn werken werden regelmatig uitgezonden via de Noorse omroep. Hij schrijft voor verschillende genres, zoals werken voor orkest, harmonieorkest, Big Bands, koren en kamermuziek. 

## Composities

### Werken voor orkest
- 1991 Concertino, voor marimba en orkest
- 1998 Nordic Aspect, voor trompet en orkest

### Werken voor harmonieorkest
- 1993 Lady in Purple and White, voor piano en harmonieorkest

### Werken voor koren
- 1990 Sagaballade, voor mannenkoor

### Kamermuziek
- 1997 Portrait of a Family, voor fagot en piano
- 1998 Koperkwintet
- 2001 3 1/2 Miniatures, voor 3 tubas en slagwerk

### Werken voor Big Band
- 1984 Time for Tussle